# Domizio Calderini
Domizio Calderini (Torri del Benaco, 1446 – Roma, 1478) è stato un umanista italiano.

## Biografia

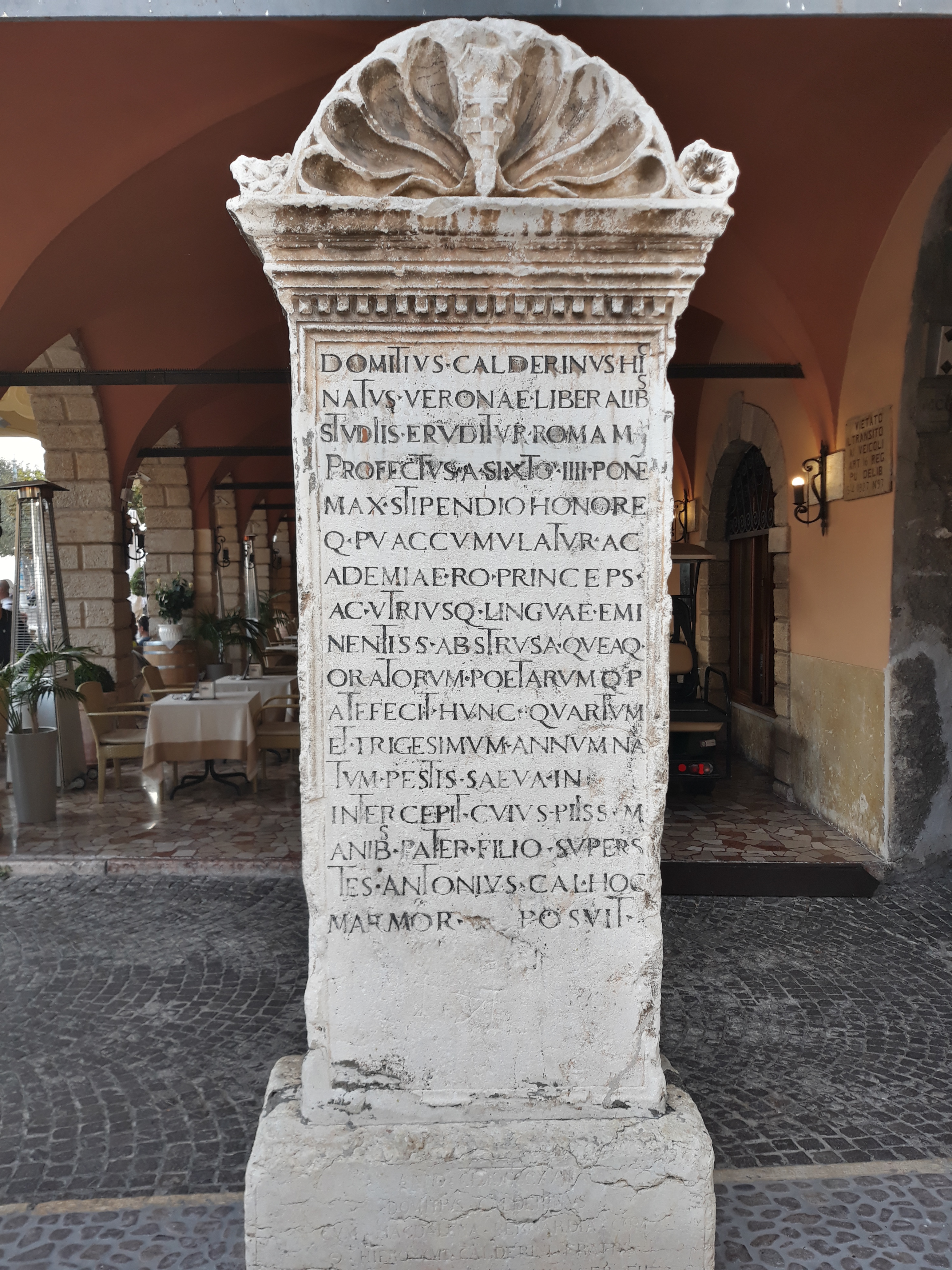
Stele che ricorda Domizio Calderini posta al Torri del Benaco.

Chiamato a Roma da Papa Paolo II come pubblico professore, continuò nello stesso ufficio sotto Sisto IV, che gli diede il titolo di segretario apostolico. Nel 1476 Sisto IV lo inviò, insieme col cardinale Giuliano della Rovere, in missione diplomatica ad Avignone.
Nel 1475 curò un'edizione delle Silvae di Papinio Stazio aspramente criticata dal Poliziano nella sua Miscellanea; pubblicò commenti alle opere di vari autori latini: Virgilio, Properzio, Giovenale, Marziale, Stazio, e tradusse dal greco in latino i due primi libri della Periegesi della Grecia di Pausania. Fu inoltre discreto matematico. Polemizzò accesamente con Giorgio Merula e Niccolò Perotti. Morì di peste a Roma, nel 1478.